# Vícekanálová architektura paměti
Vícekanálová architektura paměti (anglicky multi-channel memory architecture) je hardwarová technologie, která zvyšuje datovou propustnost mezi procesorem a počítačovou pamětí tím, že využívá více paralelních kanálů pro přenos dat mezi řadičem paměti a vlastní pamětí (v současných počítačích obvykle DRAM). Dvoukanálová paměť (anglicky dual-channel) tak teoreticky zdvojnásobuje rychlost datových přenosů tím, že se k přenosu dat používá 128bitová datové sběrnice a cílem jsou dva samostatné 64bitové DIMM moduly (každý je připojen k polovině datové sběrnice). Plné zdvojnásobení datové propustnosti je pouze teoretické, protože procesory jsou 64bitové a tím ne všechny operace zdvojnásobenou šířku sběrnice využijí (resp. ne všechna přenesená data jsou následně využita).
Nejvýkonnější počítače používají čtyřkanálovou komunikaci (AMD Ryzen Threadripper, Intel Core i9 Extreme Edition). Serverové procesory AMD Epyc a Intel Xeon čtyř až dvanáctikanálovou komunikaci.

## Dvoukanálová architektura
Dvoukanálové řadiče používají v současných stolních počítačích dva 64bitové kanály (paměťová sběrnice je 128bitová, DIMM moduly mají 64bitovou sběrnici). Dvoukanálová architektura by neměla být zaměňována s technologií double data rate (zkratka DDR), která je používána u pamětí DDR SDRAM a která přenáší data dvakrát během jednoho tiku hodin DRAM pamětí. Tyto dvě technologie jsou na sobě nezávislé a mnoho základních desek používá obě (DDR paměti a dvoukanálovou architekturu). 
Aby mohlo být po paměťové sběrnici přenášeno 128 bitů najednou, vyžaduje dvoukanálová architektura v počítači splnění několika podmínek (v závislosti na schopnostech řadiče paměti): 
- paměťové moduly musí být osazeny v párech (tj. dvojicích, typicky ve stejně barevných slotech)
- paměťové moduly musí být v párech o stejné velikosti RAM (v MB či GB) a struktuře (vnitřní organizace paměti)
- nemusí být stejná rychlost, resp. taktovací frekvence modulů v páru (řadič může použít nižší rychlost pro celý pár)
- nemusí být stejné časování modulů v páru (CAS latence; řadič může použít delší časování z obou modulů)
- moduly pamětí nemusí mít stejného výrobce

Pokud nejsou podmínky splněny, řadič pamětí se přepne do jednokanálového režimu (data jsou po paměťové sběrnici přenášena ve dvou cyklech, tj. postupně). Protože může být obtížné splnit všechny podmínky nutné pro konkrétní implementaci, prodávají výrobci pamětí tzv. kity (tj. páry paměťových modulů), ve kterých jsou dva moduly stejného typu (vlastností i velikosti), protože pak je záruka, že dvoukanálové komunikaci nebude bránit nějaká odchylka.
V počítači lze zjistit, jestli používá pro přístup k paměti vícekanálový přístup, například pomocí nástroje CPU-Z (karta Memory, položka Channel #, kde je uveden počet kanálů).